# Mammutidae
Los mamútidos (Mammutidae, antiguamente llamada Mastodontidae) son una familia extinta de mamíferos proboscídeos conocidos normalmente como mastodontes. No deben confundirse con los mamuts, que pertenecen al género Mammuthus de la familia Elephantidae.

## Características
Los mastodontes aparecían recubiertos de pelo grueso, como los mamuts (género Mammuthus). Un esqueleto de Mammut borcinus encontrado en Grecia, con colmillos de 4,39 m de longitud, corresponde a un mastodonte de 3,5 m de altura y un peso de unas 6 toneladas. Pero los colmillos de mayor tamaño encontrados hasta la fecha fueron hallados en el pueblo de Milia al norte de Grecia. Estos colmillos pertenecieron a una hembra de Mammut borsoni, miden 5,02 metros y pesan 400 kg, ostentando por su tamaño un récord Guinness. Los mastodontes americanos eran animales de alzada algo menor que los mamuts o incluso que los elefantes actuales, pero de peso semejante al de estos, por su constitución muy masiva, con gruesas patas columnares. Estaban dotados de defensas grandes en el maxilar superior y a veces, en el caso de los machos, otras más pequeñas en la mandíbula. Probablemente las usaban para levantar las matas y las hierbas de las que parece que se alimentaban.

## Historia evolutiva
La familia está lejanamente emparentada con la de los elefántidos, donde se clasifican los elefantes actuales. Apareció en Eurasia, en el Oligoceno, hace unos 20 millones de años, y desde allí se extendió tanto a África, como a América, donde la familia persistió hasta el Pleistoceno e incluso al principio del Holoceno (época actual). Se admite como probable que la extinción, hace solo 10.000 a 8000 años, de la última especie, Mammut americanum, cuyos fósiles han sido encontrados en Norteamérica, fuera acelerada por la caza practicada por los primeros pobladores humanos de América. Se ha descubierto recientemente que la tuberculosis desempeñó algún papel en el final de la especie.

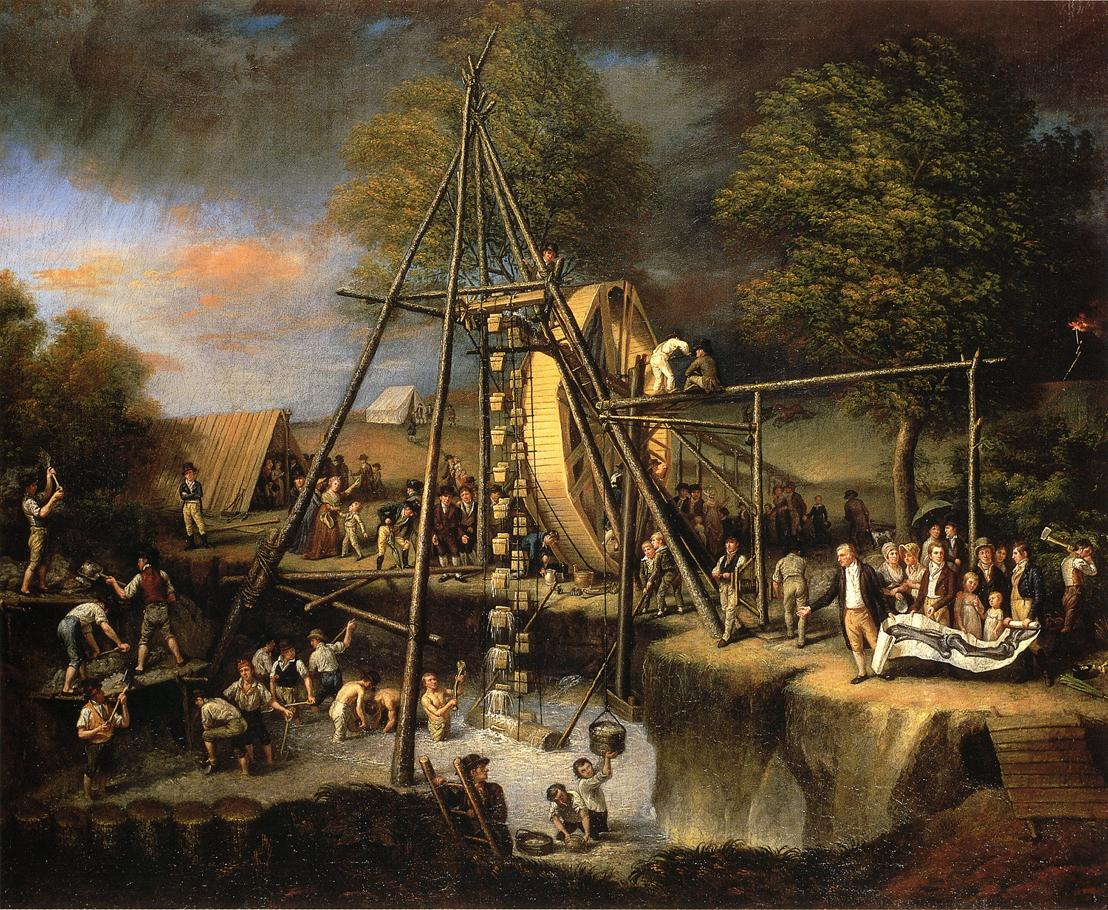
La exhumación del mastodonte
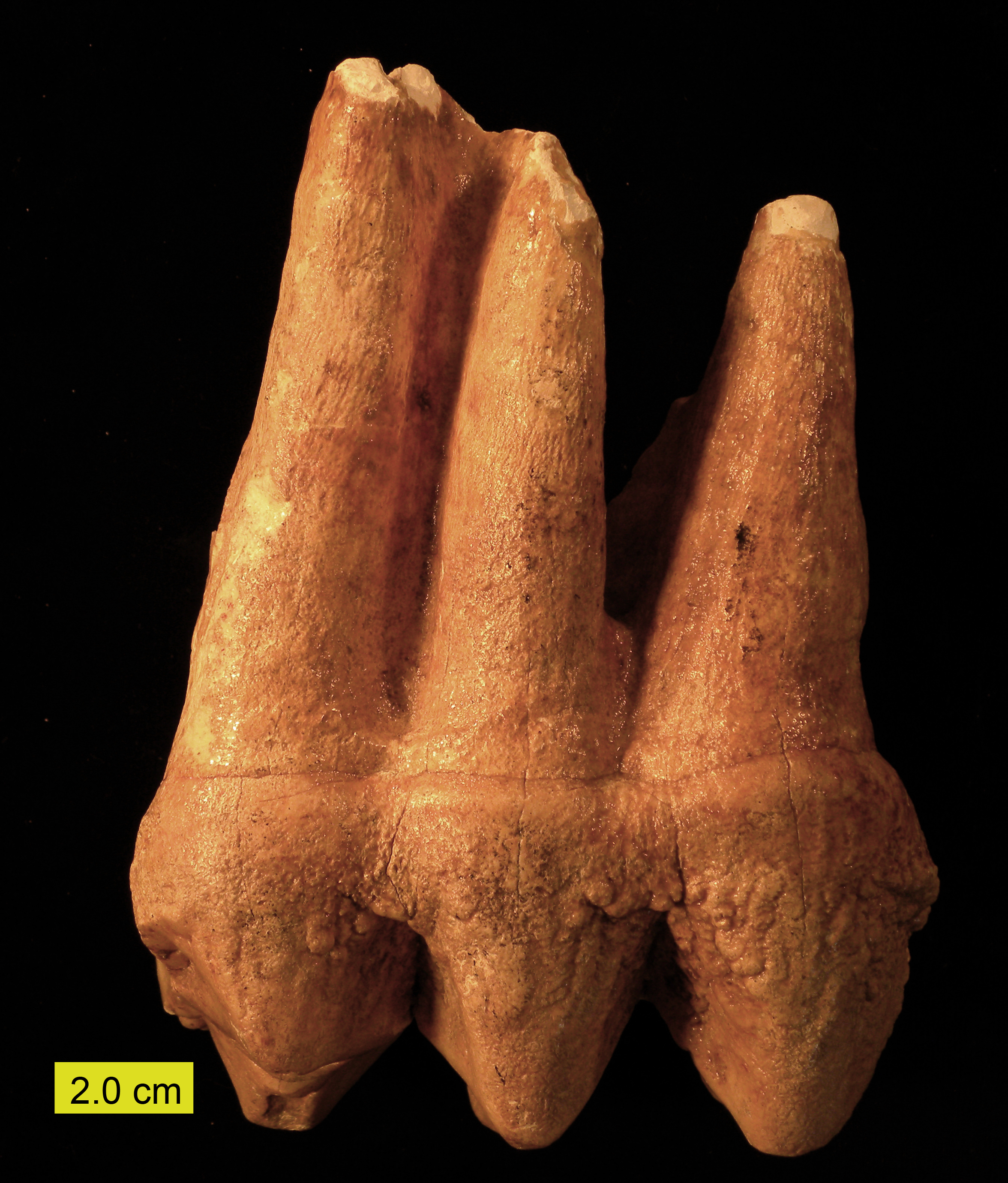
Mammut
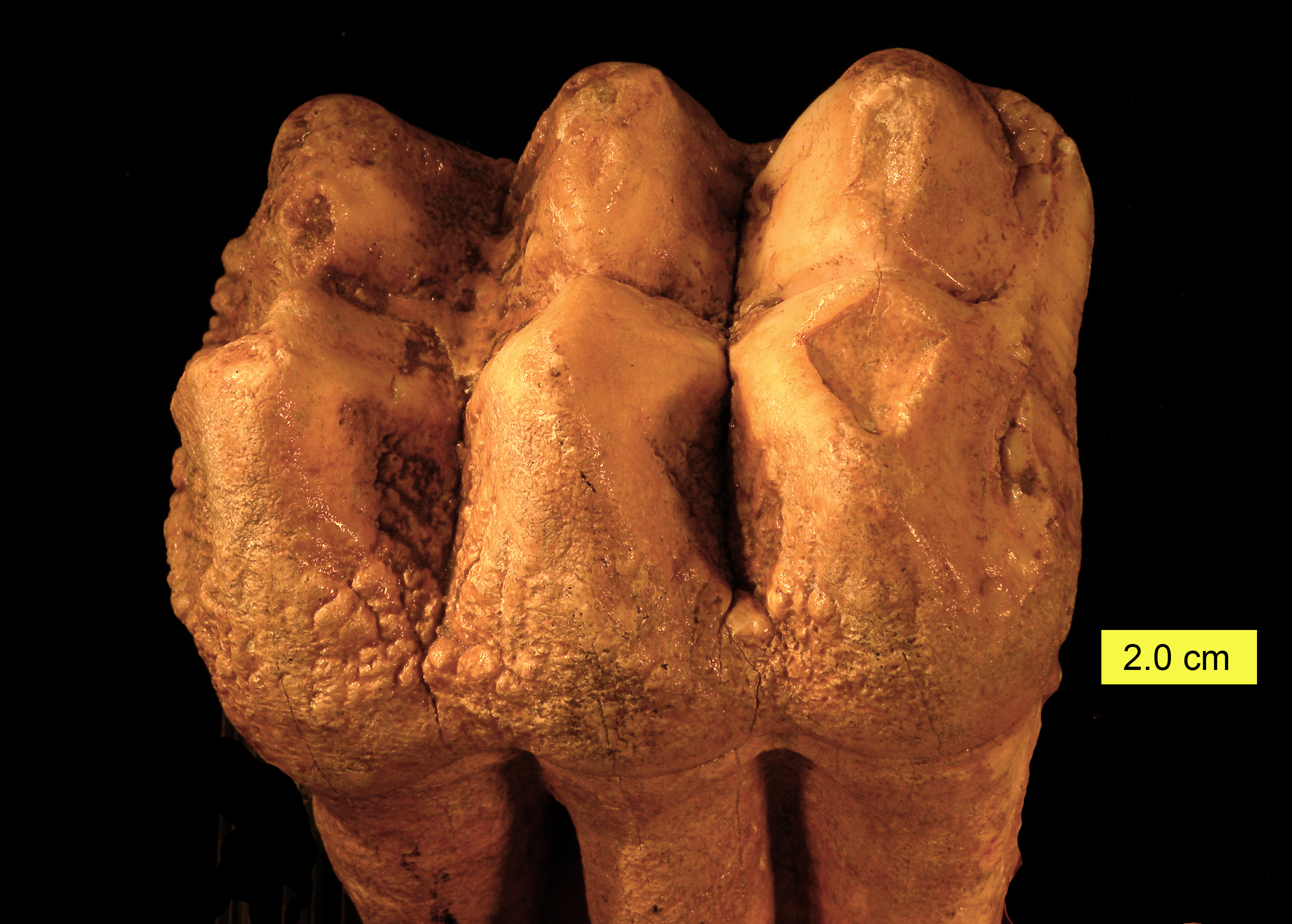
Mammut